# Spyair
A Spyair (stlizálva SPYAIR) japán rockegyüttes, amelyet 2005-ben alapított Ike (ének), UZ (gitár), Momiken (basszusgitár), Kenta (dobok) és Enzel (DJ) Nagojában.

## Az együttes története
Az együttest 2005 júniusában alakult és 2009-ig számos szerzői kiadású lemezt készítettek el. 2009-ben lemezszerződést kötöttek a független U-Projecttel, ahol két kislemezt készítettek el Japanication (ジャパニケーション), illetve Kandzsó Discord (感情ディスコード) címen. 2010-ben leszerződtek a Sony Music Associated Recordshoz, a Sony Music Entertainment Japan egyik alkiadójához. Nagykiadós bemutatkozó lemezük, a Liar 2010. augusztus 11-én jelent meg, címadó dala a Hammer Session! televíziós dorama főcímdala volt. Következő kislemezük 2010. december 1-jén jelent meg Last Moment címmel, ami a Bleach televíziós animesorozat 25. zárófőcím dala volt.
Az együttes 2011. június 8-án jelentette meg negyedik kislemezét, a Samurai Heart (Some Like it Hot!!)-ot, amit a Gintama animesorozat 17. zárófőcím dalaként is lehetett hallani. Következő kislemezük, a Beautiful Days a Don Quixote dorama főcímdala, míg a 2012 elején megjelent My World a Mobile Suit Gundam AGE animesorozat második zárófőcím dala volt. A 2012. június 27-én megjelent 0 Game kislemezük címadó dala a Csodálatos Pókember japán vetítésének főcímdala volt.
Nyolcadik kislemezük 2012. szeptember 5-én jelent meg Naked címmel, melyet a Just Do It stúdióalbum követett szeptember 19-én.
A következő daluk, a Wendy (It’s You) a 2012 novemberében indult Koi szuru hae onna doramasorozat főcímdala volt. A Wendy (It’s You) megjelenése után Enzel bejelentette, hogy a 2012. december 18-i Nippon Budókan-i koncertjük után kilép a zenekarból. A koncert után bejelentették, hogy következő kislemezük Szakura micucuki címmel fog megjelenni 2013. március 13-án és a Gintama nyitófőcím dala lesz 2014 januárjában.
2013-ban lemezszerződést kötöttek a brit JPU Record-szal, akik 2013. szeptember 23-án megjelentették Európában az együttes harmadik stúdióalbumát, a Millont. A CD-változaton három bónuszdal, a Last Moment, a Samurai Heart (Some Like It Hot!!) és a My World is helyet kapott. A következő hónapban, 2013. október 11-én megjelent Just One Life a Samurai Flamenco, míg a 2014. április 6-án megjelent Imagination a Haikjú animesorozat első nyitófőcím dala volt.

## Diszkográfia

### Független kiadós lemezek
|   | Megjelent            | Cím             | Formátum | Katalógusszám |
| - | -------------------- | --------------- | -------- | ------------- |
| 1 | 2009. április 15.    | Japanication    | 12 cm CD | UXCS-1D       |
| 2 | 2009. szeptember 16. | Kandzsó Discord | 12 cm CD | UXCS-2        |

### Nagykiadós lemezek

#### Kislemezek
|    | Megjelent           | Cím                                | Formátum              | Katalógusszám                                                              | Oricon | Album              |
| -- | ------------------- | ---------------------------------- | --------------------- | -------------------------------------------------------------------------- | ------ | ------------------ |
| 1  | 2010. augusztus 11. | Liar                               | 12 cm CD+DVD 12 cm CD | AICL-2152/3 (korlátozott) AICL-2154 (normál)                               | 55     | Rockin’ the World  |
| 2  | 2010. december 1.   | Last Moment                        | 12 cm CD+DVD 12 cm CD | AICL-2207/8 (korlátozott) AICL-2209 (normál) AICL-2210 (Bleach-verzió)     | 43     | Rockin’ the World  |
| 3  | 2011. március 16.   | Japanication                       | 12 cm CD+DVD 12 cm CD | AICL-2237/8 (korlátozott) AICL-2239 (normál)                               | 84     | Rockin’ the World  |
| 4  | 2011. június 8.     | Samurai Heart (Some Like It Hot!!) | 12 cm CD+DVD 12 cm CD | AICL-2251/2 (korlátozott) AICL-2253 (normál)                               | 18     | Rockin’ the World  |
| 5  | 2011. augusztus 24. | Beautiful Days                     | 12 cm CD+DVD 12 cm CD | AICL-2274/5 (korlátozott) AICL-2276 (normál)                               | 34     | Rockin’ the World  |
| 6  | 2012. március 14.   | My World                           | 12 cm CD+DVD 12 cm CD | AICL-2360/1 (korlátozott) AICL-2362 (normál) AICL-2363 (Gundam AGE-verzió) | 21     | Just Do It         |
| 7  | 2012. június 27.    | 0 Game                             | 12 cm CD+DVD 12 cm CD | AICL-2405/6 (korlátozott) AICL-2407 (normál)                               | 15     | Just Do It         |
| 8  | 2012. szeptember 5. | Naked                              | 12 cm CD              | AICL-2423                                                                  | 47     | Just Do It         |
| —  | 2012. október 17.   | Rock This Way (Seamo×Spyair)       | 12 cm CD+DVD 12 cm CD | UPCH-9786 (korlátozott) UPCH-5773 (normál)                                 | 39     | Revolution (Seamo) |
| 9  | 2012. november 21.  | Wendy (It’s You)                   | 12 cm CD+DVD 12 cm CD | AICL-2474/5 (korlátozott) AICL-2476 (normál)                               | 29     |                    |
| 10 | 2013. március 13.   | Szakura micucuki                   | 12 cm CD+DVD 12 cm CD | AICL-2520/1 (korlátozott) AICL-2522 (normál)                               | 10     | Million            |
| 11 | 2013. május 29.     | Nidzsi                             | 12 cm CD+DVD 12 cm CD | AICL-2537/8 (korlátozott) AICL-2539 (normál)                               | 20     | Million            |
| 12 | 2013. július 3.     | Gendzsó Destruction                | 12 cm CD              | AICL-2546 (korlátozott) AICL-2547 (normál)                                 | 6      | Million            |
| 13 | 2013. november 13.  | Just One Life                      | 12 cm CD+DVD 12 cm CD | AICL-2600/1 (korlátozott) AICL-2602 (normál)                               | 23     | Best               |
| 14 | 2014. április 30.   | Imagination                        | 12 cm CD+DVD 12 cm CD | AICL-2670/1 (korlátozott) AICL-2672 (normál)                               | 9      | Best               |
| 15 | 2015. március 25.   | Rockin’ Out                        | 12 cm CD+DVD 12 cm CD | AICL-2848/9 (korlátozott) AICL-2850 (normál)                               | 11     | 4                  |
| 16 | 2015. július 22.    | Firestarter                        | 12 cm CD+DVD 12 cm CD | AICL-2922/3 (korlátozott) AICL-2924 (normál)                               | 18     | 4                  |
| 17 | 2015. október 21.   | I’m A Believer                     | 12 cm CD              | AICL-2996 (korlátozott) AICL-2997 (normál)                                 | 9      | 4                  |
| 18 | 2016. július 13.    | This Is How We Rock                | 12 cm CD+DVD 12 cm CD | AICL-3126/7 (korlátozott) AICL-3128 (normál)                               | 8      | TBA                |
| 19 | 2016. november 9.   | Rage of Dust                       | 12 cm CD              | AICL-3215/6 (korlátozott) AICL-3127 (normál) AICL-3218 (korlátozott)       | 10     | TBA                |
| 20 | 2017. március 29.   | Be with                            | 12 cm CD              | AICL-3307/8 (korlátozott) AICL-3309 (normál)                               | 12     | TBA                |
| 21 | 2017. augusztus 30. | Midnight                           | 12 cm CD              | AICL-3404                                                                  | 20     | TBA                |

##### Digitális kislemezek
| Megjelenés       | Cím       |
| ---------------- | --------- |
| 2012. január 1.  | Movin’ On |
| 2014. október 8. | Glory     |

#### Stúdióalbumok
|   | Megjelenés           | Cím               | Formátum      | Katalógusszám                                                                 | Oricon |
| - | -------------------- | ----------------- | ------------- | ----------------------------------------------------------------------------- | ------ |
| 1 | 2011. szeptember 21. | Rockin’ the World | CD+DVD 2CD CD | AICL-2287/8 (korlátozott, A) AICL-2289/90 (korlátozott, B) AICL-2291 (normál) | 8      |
| 2 | 2012. szeptember 19. | Just Do It        | CD+DVD 2CD CD | AICL-2425/6 (korlátozott, A) AICL-2427/8 (korlátozott, B) AICL-2429 (normál)  | 20     |
| 3 | 2013. augusztus 7.   | Million           | CD+DVD 2CD CD | AICL-2557/8 (korlátozott, A) AICL-2559/60 (korlátozott, B) AICL-2561 (normál) | 2      |
| 4 | 2015. november 18.   | 4                 | CD+DVD 2CD CD | AICL-2989/30 (korlátozott, A) AICL-2991/2 (korlátozott, B) AICL-2993 (normál) | 6      |
| 5 | 2017. október 11.    | Kingdom           | CD+DVD 2CD CD | AICL-3411/2 (korlátozott, A) AICL-3413/4 (korlátozott, B) AICL-3415 (normál)  | 5      |

#### Válogatásalbumok
|   | Megjelenés         | Cím  | Formátum      | Katalógusszám                                                                | Oricon |
| - | ------------------ | ---- | ------------- | ---------------------------------------------------------------------------- | ------ |
| 1 | 2014. november 26. | Best | CD+DVD 2CD CD | AICL-2780/1 (korlátozott, A) AICL-2782/3 (korlátozott, B) AICL-2784 (normál) | 3      |

#### Koncertfelvételek
|   | Megjelenés         | Cím                                                  | Formátum | Katalógusszám            | Oricon |
| - | ------------------ | ---------------------------------------------------- | -------- | ------------------------ | ------ |
| 1 | 2012. január 28.   | 5-riosi! Zenpen: Szuimaszen Tokió nametesita         | 2DVD     | AIBW-1/2                 | 95     |
| 2 | 2012. január 28.   | 5-riosi! Kóhen: Szuimaszen mó ovari ni site kudaszai | 2DVD     | AIBW-3/4                 | 96     |
| 3 | 2012. március 14.  | Spyair Live at Jaon: Just Like This 2011             | DVD      | AIBL-9240                | 33     |
| 4 | 2013. március 13.  | Spyair Live at Budókan 2012                          | 2DVD     | AIBL-9262/3              | 12     |
| 5 | 2014. március 26.  | Spyair Tour 2013: Million                            | 2DVD     | AIBL-9290/1              | 14     |
| 6 | 2016. január 13.   | Just Like This 2015                                  | 2DVD DVD | AIBL-9329/30 AIBL-9331   | 5      |
| 7 | 2016. május 11.    | Dynamite: Single zenbu jarimaszu                     | 2DVD     | AIBL-9350/1 AIBL-9352/3  | 2      |
| 8 | 2016. december 28. | Just Like This 2016                                  | 2DVD     | AIBL-9367/8 AIBL-9369/70 | 7      |
| 9 | 2016. december 28. | Spyair Arena Tour 2016–2017: Mafuju no dai Circus    | 2DVD     | AIBL-9373/4 AIBL-9375/6  |        |